# Rubus paganus
Rubus paganus är en rosväxtart som beskrevs av Liberty Hyde Bailey. Rubus paganus ingår i släktet rubusar, och familjen rosväxter. Inga underarter finns listade i Catalogue of Life.